# Keep the Faith
"Keep the Faith" er en sang fra Michael Jacksons Dangerous-album. Sangen er nummer tolv på tracklisten.
Sangen handler om, at man skal blive ved med at tro på sig selv, og at man bare skal have selvtilliden og viljen. ('Cause you can climb the highest mountain and you can swim the deepest sea hee. All you need is the will to want it and a little self-esteem.)
| Musik | Spire Denne musikartikel er en spire som bør udbygges. Du er velkommen til at hjælpe Wikipedia ved at udvide den. |